# Boston Marathon 1982
De Boston Marathon 1982 werd gelopen op maandag 19 april 1982. Het was de 86e editie van deze marathon.
De Amerikaan Alberto Salazar kwam bij de mannen als eerste over de streep in 2:08.52. De Duitse Charlotte Teske won bij de vrouwen in 2:29.34.
In totaal finishten er 5046 marathonlopers, waarvan 4562 mannen en 484 vrouwen.

## Uitslagen

### Mannen
| rang   | naam             | land | tijd    |
| ------ | ---------------- | ---- | ------- |
| Goud   | Alberto Salazar  | USA  | 2:08.52 |
| Zilver | Dick Beardsley   | USA  | 2:08.54 |
| Brons  | John Lodwick     | USA  | 2:12.02 |
| 4      | Bill Rodgers     | USA  | 2:12.39 |
| 5      | Kjell-Erik Ståhl | SWE  | 2:12.47 |
| 6      | Dennis Rinde     | USA  | 2:15.05 |
| 7      | Terry Baker      | USA  | 2:16.33 |
| 8      | Rick Callison    | USA  | 2:16.36 |
| 9      | Robert Wallace   | AUS  | 2:17.19 |
| 10     | Ben Moturi       | KEN  | 2:17.31 |
| 11     | Edward Sheehan   | USA  | 2:17.44 |
| 12     | Thomas Antczak   | USA  | 2:17.49 |
| 13     | Louis Kenny      | IRL  | 2:17.51 |
| 14     | Ulf-Hakan Spik   | FIN  | 2:17.53 |
| 15     | George Mason     | USA  | 2:17.56 |
| 16     | Brian Maxwell    | CAN  | 2:17.59 |
| 17     | John Stuckey     | USA  | 2:18.08 |
| 18     | Ian Ray          | ENG  | 2:18.11 |
| 19     | Bill Fisher      | USA  | 2:18.20 |
| 20     | Roland Davide    | USA  | 2:19.19 |
| 21     | Budd Coates      | USA  | 2:19.49 |
| 22     | Thomas Howard    | CAN  | 2:19.58 |
| 23     | Juan Zetina      | MEX  | 2:20.01 |

### Vrouwen
| rang   | naam               | land | tijd    |
| ------ | ------------------ | ---- | ------- |
| Goud   | Charlotte Teske    | GER  | 2:29.34 |
| Zilver | Jacqueline Gareau  | CAN  | 2:36.10 |
| Brons  | Eileen Claugus     | USA  | 2:38.49 |
| 4      | Kiki Sweigart      | USA  | 2:39.50 |
| 5      | Shirley Durtschi   | USA  | 2:40.48 |
| 6      | Kathy Molitor      | USA  | 2:41.13 |
| 7      | Julie Isphording   | USA  | 2:43.32 |
| 8      | Zehava Shmueli     | ISR  | 2:44.01 |
| 9      | Shirley Finken     | USA  | 2:44.10 |
| 10     | Nancy Mieszczak    | USA  | 2:44.18 |
| 11     | Henrietta Fina     | AUT  | 2:44.46 |
| 12     | Sarah Quinn        | USA  | 2:45.07 |
| 13     | Cynthia Lorenzoni  | USA  | 2:46.03 |
| 14     | Andrea Ray         | USA  | 2:46.41 |
| 15     | Linda Edgar        | USA  | 2:47.24 |
| 16     | Marilyn Hulak      | USA  | 2:47.25 |
| 17     | Kim Burns          | USA  | 2:47.27 |
| 18     | Kare Holm          | USA  | 2:47.59 |
| 19     | Kitty Consolo      | USA  | 2:48.15 |
| 20     | Karen Cosgrove     | USA  | 2:48.50 |
| 21     | Jacquie Turney     | AUS  | 2:49.13 |
| 22     | Susan Lupica       | USA  | 2:49.38 |
| 23     | Sharon Barbano     | USA  | 2:50.21 |
| 24     | Madeline Harmeling | USA  | 2:50.35 |
| 25     | Beth Dillinger     | USA  | 2:50.41 |

1897 ·
1898 ·
1899 ·
1900 ·
1901 ·
1902 ·
1903 ·
1904 ·
1905 ·
1906 ·
1907 ·
1908 ·
1909 ·
1910 ·
1911 ·
1912 ·
1913 ·
1914 ·
1915 ·
1916 ·
1917 ·
1918 ·
1919 ·
1920 ·
1921 ·
1922 ·
1923 ·
1924 ·
1925 ·
1926 ·
1927 ·
1928 ·
1929 ·
1930 ·
1931 ·
1932 ·
1933 ·
1934 ·
1935 ·
1936 ·
1937 ·
1938 ·
1939 ·
1940 ·
1941 ·
1942 ·
1943 ·
1944 ·
1945 ·
1946 ·
1947 ·
1948 ·
1949 ·
1950 ·
1951 ·
1952 ·
1953 ·
1954 ·
1955 ·
1956 ·
1957 ·
1958 ·
1959 ·
1960 ·
1961 ·
1962 ·
1963 ·
1964 ·
1965 ·
1966 ·
1967 ·
1968 ·
1969 ·
1970 ·
1971 ·
1972 ·
1973 ·
1974 ·
1975 ·
1976 ·
1977 ·
1978 ·
1979 ·
1980 ·
1981 ·
1982 ·
1983 ·
1984 ·
1985 ·
1986 ·
1987 ·
1988 ·
1989 ·
1990 ·
1991 ·
1992 ·
1993 ·
1994 ·
1995 ·
1996 ·
1997 ·
1998 ·
1999 ·
2000 ·
2001 ·
2002 ·
2003 ·
2004 ·
2005 ·
2006 ·
2007 ·
2008 ·
2009 ·
2010 ·
2011 ·
2012 ·
2013 ·
2014 ·
2015 ·
2016 ·
2017 ·
2018 ·
2019 ·
2020 ·
2021 ·
2022